# Chenonceaux
Chenonceaux település Franciaországban, Indre-et-Loire megyében. Lakosainak száma 334 fő (2022. január 1.). Chenonceaux Chisseaux, Civray-de-Touraine, Francueil és Souvigny-de-Touraine községekkel határos.

## Népesség
A település népességének változása:
| Lakosok száma | 308  | 361  | 313  | 339  | 358  | 351  | 351  | 351  | 345  | 334  |
|               | 1968 | 1982 | 1990 | 2006 | 2013 | 2015 | 2017 | 2019 | 2020 | 2022 |